# جوزيف بي. كيرشاو
جوزيف بي. كيرشاو (بالإنجليزية: Joseph B. Kershaw)‏ هو محامي وسياسي أمريكي، ولد في 5 يناير 1822 في كامدن في الولايات المتحدة، وتوفي في 13 أبريل 1894 في كارولاينا الجنوبية في الولايات المتحدة. انتخب عضو مجلس ولاية كارولاينا الجنوبية.